# Szegedi Erika
Szegedi Erika (Budapest, 1942. március 1. – Budapest, 2023. május 26.) Jászai Mari-díjas magyar színésznő, érdemes és kiváló művész.

## Életpályája
Budapesten született Szegedi János és Nagy Mária gyermekeként. Balerinának készült, be is került a balettintézetbe, ahol azonban egy orvosi vizsgálat következtében abbahagyta a táncolást. Rokon művészeti ágat keresve később a Színművészeti Főiskolán tanult 1960–1964 között Pártos Géza osztályában. Az akadémia elvégzése után, 1964-ben egy évadra a kecskeméti Katona József Színházhoz szerződött. 1965 és 2013 között a Vígszínház tagja, majd visszavonult a színpadtól. Mintegy 30 filmben és tévéjátékban nyújtott kiemelkedő alakítást.

## Magánélete
Férje Sára Sándor Kossuth-díjas filmrendező volt. Gyermekük, Sára Júlia (1974) filmrendezőként dolgozik.

## Színházi szerepei
- Kamondy László: Vád és varázslat... Zsu
- Svarc: Az árnyék... Királykisasszony
- Schiller: Ármány és szerelem... Lujza
- Bródy Sándor: A szerető... Iturbide grófnő
- Leonov: Hóvihar... Zoja
- Trencsényi Imre: Ő és én... Szőke nő
- Sullivan: Házasságszédelgő... Nyoszolyólány
- Gershwin: Porgy és Bess...
- Sarkadi Imre: Elveszett paradicsom... Mira
- Fényes Szabolcs: Maya... Maya
- Broszkiewicz: Botrány Hellbergben... Lene Jung
- Arthur Miller: A salemi boszorkányok... Abigail Williams
- William Shakespeare: A makrancos hölgy... Katalin
- Dosztojevszkij: A Karamazov testvérek... Katyerina
- Dürrenmatt: A fizikusok... Monika Stettler
- Euripidész: Trójai nők... Heléna
- Radzinszkij: Filmet forgatunk... Nyecsájev felesége
- Heltai Jenő: A néma levente... Zilia Duca
- Edmond Rostand: Cyrano de Bergerac... Roxan
- Simon: Furcsa pár... Gwendoline O'Pigeon
- Dóczy Lajos: Csók... Angela
- Eörsi István: Hordók... Angela
- Thurzó Gábor: Meddig lehet angyal valaki... Noémi
- Gyárfás Miklós: Játszik a család... Elza
- Barta Lajos: Szerelem... Nelli
- Simon: Hotel Plaza... Jean McCormick
- O'Neill: Eljő a jeges... Pearl
- Williams: Nyár és füst... Rosa Gonzales
- Nichols: Tojás Joe halálának egy napja... Pamela
- Feydeau: Bolha a fülbe... Lucienne
- Páskándi Géza: Vendégség... Mária
- Galambos Lajos: Fegyverletétel... Júlia
- Ayckbourn: Keresztül-kasul... Mary Featherstone
- Presser Gábor: Képzelt riport egy amerikai popfesztiválról... Beverley
- Gorkij: Barbárok... Nagyezsda
- Goldoni: Nyaralni mindenáron... Vittoria
- Tolsztoj: Kreutzer szonáta... Liza
- Bond: Fej vagy írás... Judit
- Lope de Vega: Valencia bolondjai... Erifila
- Molnár Ferenc: Üvegcipő... Adél
- Örkény István: Pisti a vérzivatarban... Mama
- Vampilov: Vadkacsavadászat... Galina
- Csurka István: Deficit... W
- Anton Pavlovics Csehov: Platonov... Anna
- Crommelynck: Forrón és hidegen... Leona
- Móricz Zsigmond: Úri muri... Rhédey Eszter
- Krleza: Léda... Melita
- Caragiale: Farsang... Didina
- Shaw: Megtört szívek háza... Lady Utterword
- Gray: Kicsengetés... Melanie Garth
- Ionesco: A kopasz énekesnő... Mrs. Smith
- Sarkadi Imre: Oszlopos Simeon... Mária
- Dunai Ferenc: A nadrág... Radóné
- Vitrac: Viktor, avagy a gyerekuralom... Teréz
- Gyurkovics Tibor: Boldogháza... Mrs. Wattson
- Bencsik-Szerb: Úriember, jó kriptából... Lady Eifeen Saint Clair
- Katona József: Bánk bán... Gertrudis
- Szomory Dezső: Györgyike, drága gyermek... Mikár Ferencné
- Joe Orton: Amit a lakáj látott... Mrs. Prentice
- Dürrenmatt: A nagy Romulus... Júlia
- Molnár Ferenc: Liliom... Muskátné
- Ödön von Horváth: Mesél a bécsi erdő... Valéria
- Békés Pál: Össztánc...
- Szomory Dezső: Hermelin... Sz. Hárfés Giza
- Carlo Goldoni: A legyező... Gertruda
- Hunyady Sándor: Bakaruhában... Bodroginé
- Anouilh: Colombe... Alexandra
- Tremblay: Sógornők... Thérése Dubuc
- Mrozek: Tangó... Eleonora
- Elton: Popcorn... Farrah
- Brecht: Kispolgárnász... Anyuka
- Ilf-Petrov: Érzéki szenvedély... Seguidilla Markovna
- Wilder: A mi kis városunk... Mrs. Webb
- Dosztojevszkij: Bűn és bűnhődés... Anya
- Karinthy Ferenc: Szellemidézés... Csilla
- Hellman: Rejtett játékok... Carrie Berniers
- Hamvai Kornél: Kitty Flynn... Mrs. Elisa Cox
- Schiller: Stuart Mária... Hanna Kennedy
- Osztrovszkij: Négy lába van a lónak, mégis megbotlik... Turuszina
- Molnár Ferenc: Harmónia... Anna
- Heltai Jenő: A tündérlaki lányok... Malvin néni
- Almodóvar: Mindent anyámról... Anya
- Molnár Ferenc: Monokli...

## Filmszerepei
| - Kertes házak utcája (1962) - Nappali sötétség (1963) - Isten őszi csillaga (1963) - Az utolsó előtti ember (1963) - Déltől hajnalig (1965) - Egy magyar nábob (1966) - Jaguár (1967) - Kötelék (1968) - Érik a fény (1970) - Szindbád (1971) - Holnap lesz fácán (1974, rendezte: Sára Sándor) – Mária - Schallaburg üzenete (1984) - Napló szerelmeimnek (1987) - Tüske a köröm alatt (1987) - Törvénytelen (1994) | - A százegyedik szenátor I-II. (1967) - Bors (1968) - Heten, mint a gonoszok (1972) – Rita - Őszi versenyek (1975) - Vivát, Benyovszky! (1975) - Oszlopos Simeon (1976) - A néma levente (1979) - Családi kör (1980–1981) - Barackvirág (1983) - Reggelire legjobb a puliszka (1983) - Linda (1983) - Széchenyi napjai (1985) - Vásár (1985) - Míg új a szerelem (1985) - Eszmélet (1987) - Kaland az élet (1989) - Halállista (1989) - Apa győz (1997) |

## Díjai, elismerései
- Varsányi Irén-emlékgyűrű (1972)
- Jászai Mari-díj (1973)
- Ajtay Andor-emlékdíj (1980)
- Érdemes művész (1986)
- Déryné-díj (1993)
- A Magyar Köztársasági Érdemrend kiskeresztje (1996)
- Kiváló művész (2013)[8]
- Tolnay Klári-díj (2019)[9]